# Lạm dụng tình dục
Lạm dụng tình dục là hành vi mang tính lạm dụng của người này đối với người khác. Nó thường được thực hiện bằng cách sử dụng vũ lực hoặc bằng cách lợi dụng người khác. Khi dùng vũ lực tại chỗ, trong thời gian ngắn hoặc không thường xuyên, nó được gọi là tấn công tình dục. Thuật ngữ này cũng bao gồm bất kỳ hành vi nào của người lớn hoặc thanh thiếu niên đối với trẻ em nhằm kích thích tình dục. Việc kích thích tình dục một trẻ em, hoặc bất kì những cá nhân khác nào khác không có sự cho phép, được gọi là lạm dụng tình dục trẻ em hoặc hiếp dâm theo luật định. Lạm dụng tình dục phát trực tiếp lên mạng liên quan đến buôn người và cưỡng bức các hành vi tình dục và/hoặc cưỡng hiếp thời gian thực trên webcam.

## Nạn nhân

### Vợ/chồng
Lạm dụng tình dục vợ chồng là một dạng bạo lực gia đình. Khi hành vi lạm dụng liên quan đến việc đe dọa quan hệ tình dục không mong muốn hoặc bị chồng hoặc chồng cũ của phụ nữ ép buộc quan hệ tình dục, hành vi đó có thể cấu thành tội hiếp dâm, tùy thuộc vào khu vực tài phán và cũng có thể cấu thành hành vi tấn công.

### Trẻ em
Lạm dụng tình dục trẻ em là một hình thức lạm dụng trẻ em, trong đó trẻ em bị lạm dụng để thỏa mãn tình dục của một người lớn hoặc thanh thiếu niên lớn hơn. Nó bao gồm quan hệ tình dục trực tiếp, người lớn hoặc người lớn tuổi khác hở hang (bộ phận sinh dục, núm vú phụ nữ, v.v.) cho đứa trẻ thấy với mục đích thỏa mãn ham muốn tình dục của người lớn hoặc là đe dọa hoặc chăm chút đứa trẻ, yêu cầu hoặc ép buộc đứa trẻ tham gia vào các hoạt động tình dục, cho trẻ em xem nội dung khiêu dâm hoặc sử dụng trẻ em để sản xuất nội dung khiêu dâm trẻ em.
Ảnh hưởng của lạm dụng tình dục trẻ em bao gồm xấu hổ, tự trách bản thân, trầm cảm, lo lắng, hậu chấn tâm lý, các vấn đề về lòng tự trọng , rối loạn chức năng tình dục, đau vùng chậu mãn tính, nghiện ngập, tự làm tổn thương bản thân, ý định tự tử, rối loạn nhân cách ranh giới, và có xu hướng tái trở thành nạn nhân khi trưởng thành. Lạm dụng tình dục trẻ em là một yếu tố nguy cơ dẫn đến ý định tự tử. Ngoài ra, một số nghiên cứu đã chỉ ra rằng lạm dụng tình dục thời thơ ấu là một yếu tố nguy cơ gây ra bạo lực với bạn tình ở nam giới. Phần lớn tác hại gây ra cho nạn nhân trở nên rõ ràng sau nhiều năm kể từ khi vụ lạm dụng xảy ra. Về vấn đề nghiện ngập, một nghiên cứu của Reiger et al. khẳng định những phát hiện trước đây rằng các sự kiện bất lợi trong cuộc sống làm tăng độ nhạy cảm với cảm xúc phần thưởng do ma túy đem lại và tăng cường tín hiệu phần thưởng ma túy bằng cách cho thấy mối liên quan giữa phản ứng của hệ thống limbic tăng cao với các kích thích cocaine.
Lạm dụng tình dục do một thành viên trong gia đình là một dạng loạn luân, có thể dẫn đến tổn thương tâm lý nặng nề và lâu dài, đặc biệt là trong trường hợp loạn luân của cha mẹ đối với con ruột.
Trên toàn cầu, khoảng 18–19% phụ nữ và 8% nam giới tiết lộ bị lạm dụng tình dục trong thời thơ ấu của họ. Khoảng cách về giới có thể do tỷ lệ trẻ em gái trở thành nạn nhân cao hơn, tỷ lệ nam giới sẵn sàng tiết lộ bản thân bị lạm dụng là thấp hơn hoặc cả hai. Hầu hết những kẻ phạm tội xâm hại tình dục đều quen biết với nạn nhân của chúng; khoảng 30% là họ hàng của đứa trẻ, thường là cha, chú hoặc anh chị em họ; khoảng 60% là những người quen khác như bạn bè của gia đình, người trông trẻ hoặc hàng xóm; người lạ phạm tội chỉ chiếm khoảng 10% các vụ xâm hại tình dục trẻ em. Hầu hết các vụ xâm hại tình dục trẻ em là do nam giới thực hiện; phụ nữ phạm khoảng 14% số vụ phạm tội được báo cáo đối với trẻ em trai và 6% số vụ phạm tội được báo cáo đối với trẻ em gái. Những kẻ phạm tội lạm dụng tình dục trẻ em không phải là những kẻ ấu dâm trừ khi họ có sở thích tình dục chính hoặc dành riêng chỉ cho trẻ em trước tuổi dậy thì.

### Người có khuyết tật về phát triển
Những người chậm phát triển thường là nạn nhân của lạm dụng tình dục. Theo nghiên cứu, người khuyết tật có nguy cơ trở thành nạn nhân của tấn công tình dục hoặc lạm dụng tình dục cao hơn vì thiếu hiểu biết (Sobsey & Varnhagen, 1989).

### Người bị sa sút trí tuệ
Người cao tuổi, đặc biệt là những người bị sa sút trí tuệ, có thể có nguy cơ bị lạm dụng. Đã có hơn 6.000 "mối quan tâm và cảnh báo bảo vệ" tại các nhà chăm sóc ở Vương quốc Anh từ năm 2013 đến năm 2015. Chúng bao gồm các cáo buộc bị cáo buộc là động chạm không phù hợp và tệ hơn. Người vi phạm thường là các cư dân khác nhưng nhân viên cũng xúc phạm những người cao tuổi. Người ta nghi ngờ một số nhà chăm sóc có thể cố tình bỏ qua những vi phạm này.
Đôi khi nạn nhân bị lạm dụng không được tin tưởng vì họ không được coi là nhân chứng đáng tin cậy do chứng mất trí nhớ của họ. Những kẻ lạm dụng thường nhắm mục tiêu vào những nạn nhân mà chúng biết là không được người ngoài tin cậy. Vợ / chồng và bạn tình đôi khi tiếp tục theo đuổi quan hệ tình dục mà không nhận ra rằng họ không còn quyền này nữa, vì người bị sa sút trí tuệ không có khả năng nói đồng ý hay không đồng ý.

### Người nghèo
Những người nghèo, bao gồm cả những người đến từ các nước đang phát triển, dễ bị ép buộc phải làm mại dâm, lạm dụng tình dục phát trực tiếp, và các hình thức lạm dụng tình dục khác. Những nạn nhân xuất thân trong gia đình nghèo khó thường ít có mối liên hệ, quyền lực, sự bảo vệ và giáo dục về tội phạm tình dục.

### Người già
Lạm dụng tình dục là một trong những hình thức lạm dụng phổ biến nhất trong viện dưỡng lão. Nếu một viện dưỡng lão không kiểm tra lý lịch thích hợp đối với một nhân viên sau đó ngược đãi cư dân, thì nhà đó có thể phải chịu trách nhiệm về sự sơ suất. Nếu các nhà dưỡng lão không giám sát nhân viên hoặc đào tạo nhân viên để nhận ra các dấu hiệu lạm dụng, nhà dưỡng lão cũng có thể phải chịu trách nhiệm về sự sơ suất. Lạm dụng tình dục của người chăm sóc có thể là một tội ác. Nạn nhân thường không báo cáo việc lạm dụng hoặc hợp tác với các cuộc điều tra do có liên quan đến sự kỳ thị và/hoặc miễn cưỡng khi phải đề cập đến các bộ phận cơ thể.

## Điều trị
Tại khoa cấp cứu, thuốc tránh thai được cấp cho những phụ nữ bị đàn ông cưỡng hiếp vì khoảng 5% trường hợp cưỡng hiếp như vậy dẫn đến mang thai. Thuốc dự phòng chống lại các bệnh lây nhiễm qua đường tình dục được dùng cho các nạn nhân của tất cả các loại lạm dụng tình dục (đặc biệt đối với các bệnh phổ biến nhất như chlamydia, bệnh lậu, bệnh trichomonas và viêm âm đạo do vi khuẩn) và huyết thanh được thu thập để xét nghiệm các bệnh lây truyền qua đường tình dục (chẳng hạn như HIV, viêm gan B và bệnh giang mai). Bất kỳ người sống sót nào bị trầy xước đều được chủng ngừa uốn ván nếu đã 5 năm trôi qua kể từ lần chủng ngừa cuối cùng. Điều trị ngắn hạn bằng thuốc benzodiazepine có thể giúp giảm lo âu cấp tính và thuốc chống trầm cảm có thể hữu ích đối với các triệu chứng của PTSD, trầm cảm và các cơn hoảng loạn.
Lạm dụng tình dục có liên quan đến sự phát triển của các triệu chứng loạn thần ở trẻ em bị lạm dụng. Điều trị các triệu chứng loạn thần cũng có thể liên quan đến điều trị lạm dụng tình dục.
Liên quan đến điều trị tâm lý lâu dài, liệu pháp phơi nhiễm kéo dài đã được thử nghiệm như một phương pháp điều trị PTSD dài hạn cho các nạn nhân bị lạm dụng tình dục.

## Phòng ngừa
Các chương trình phòng chống lạm dụng tình dục trẻ em đã được phát triển ở Hoa Kỳ trong những năm 1970 và ban đầu được giao cho trẻ em. Các chương trình giao cho phụ huynh được phát triển vào những năm 1980 và dưới hình thức các cuộc họp một lần, kéo dài từ hai đến ba giờ. Trong 15 năm qua, các chương trình dựa trên web tại Hoa Kỳ cũng đã được phát triển.

## Người lạm dụng có vị thế quyền lực
Hành vi sai trái tình dục có thể xảy ra khi một người sử dụng chức vụ quyền hạn để ép buộc người khác tham gia vào một hoạt động tình dục không mong muốn. Ví dụ, quấy rối tình dục tại nơi làm việc có thể liên quan đến việc một nhân viên bị ép buộc vào một tình huống tình dục vì sợ bị sa thải. Quấy rối tình dục trong giáo dục có thể liên quan đến việc học sinh phục tùng những hành vi tình dục của người có thẩm quyền vì sợ bị trừng phạt, chẳng hạn như bị điểm kém.
Một số vụ bê bối lạm dụng tình dục có liên quan đến việc lạm dụng quyền lực tôn giáo và thường được che đậy giữa những người không lạm dụng, bao gồm các trường hợp lạm dụng trong Công ước Baptist miền Nam, Nhà thờ Công giáo Roma, tôn giáo Giáo hội Giám nhiệm, Hồi giáo, Nhân chứng Giê-hô-va, nhà thờ Luther, Nhà thờ Giám lý, Nhà thờ Anabaptist / Mennonite, Nhà thờ của Chúa Giê-su Ki-tô các Thánh hữu Ngày sau, Nhà thờ Chính thống của Chúa Giê-su Ki-tô Các Thánh hữu Ngày sau, Đạo Do Thái Chính thống, các nhánh khác của Đạo Do Thái, nhiều trường phái Phật giáo khác nhau như Thiền và Tây Tạng, lớp học Yoga, và nhiều tôn giáo khác nhau.
Vào tháng 10 năm 2020, một thành viên quyền lực của hoàng gia Các Tiểu vương quốc Ả Rập Thống nhất , Nahyan bin Mubarak Al Nahyan đã bị một công dân Anh, Caitlin McNamara, người đang làm việc cho Lễ hội Hay ở Abu Dhabi, buộc tội lợi dụng quyền lực của mình. Vào ngày 14 tháng 2 năm đó, Bộ trưởng Khoan dung của UAE đã gọi điện cho McNamara để ăn tối tại biệt thự của ông ta trên hòn đảo riêng và lạm dụng tình dục người phụ nữ này khi bà đang tham gia tổ chức lễ hội văn học cho UAE.

## Người thiểu số
Lạm dụng tình dục là vấn đề ở một số cộng đồng thiểu số tại Hoa Kỳ. Năm 2007, một số nạn nhân gốc Tây Ban Nha đã được đưa vào dàn xếp một vụ án lạm dụng tình dục lớn liên quan đến Tổng giáo phận Los Angeles của Nhà thờ Công giáo. Một nghiên cứu định tính của Kim et al. thảo luận về những trải nghiệm bị lạm dụng tình dục trong cộng đồng phụ nữ Mexico nhập cư tại Hoa Kỳ, với lý do nhập cư, tiếp biến văn hóa và một số yếu tố xã hội khác là các yếu tố nguy cơ gây ra lạm dụng. Để giải quyết vấn đề lạm dụng tình dục trong cộng đồng người Mỹ gốc Phi, Tổ chức Leeway Foundation tài trợ một khoản tiền để phát triển www.blacksurvivors.org, một nhóm hỗ trợ trực tuyến quốc gia và trung tâm tài nguyên dành cho những nạn nhân bị lạm dụng tình dục người Mỹ gốc Phi. Nhóm phi lợi nhuận này được thành lập vào năm 2008 bởi Sylvia Coleman, một nạn nhân lạm dụng tình dục người Mỹ gốc Phi và chuyên gia phòng chống lạm dụng tình dục quốc gia của Hoa Kỳ.